# Наунет
Наунет (єгипет. Nwn.t) — єгипетська богиня, дружина бога Нуна. Зображувалася як жінка з головою стерв'ятника, змії, іноді уреєю, увінчаною диском на голові, або з головою кішки.
Разом з Нуном є втіленням первозданної водної стихії, первісного океану. Від Нуна і Наунет, що уособлювала небо, походять всі інші боги. Від союзу Нуна і Наунет з'явився Атум, який отримав титул «думка Птаха». Бог аромату Нефертум вийшов з квітки лотоса, що проріс через одвічні води Нуна.
Іноді ототожнювалася з Хатхор, Мут та Нейт. Входить до огдоади.